# Enna (provincie)
Enna is een provincie op Sicilië, Italië. Hoofdstad is de stad Enna.
Het is een van de negen provincies van de autonome regio Sicilië, en daarvan de enige die niet aan zee ligt. Aangrenzende provincies zijn die van Palermo, Caltanissetta, Catania en Messina.
De provincie telt ongeveer 177.000 inwoners en heeft een oppervlakte van 2562 km². De officiële afkorting is EN.

## Belangrijke plaatsen
- Enna: Hoofdstad
- Leonforte
- Nicosia
- Piazza Armerina
- Troina